# Leitura labial
A leitura labial,  que também pode ser chamada de leitura orofacial ou leitura de fala, é uma das estratégias adotadas para complementar a comunicação através da leitura dos lábios e pode ser usada pelas pessoas em diferentes contextos, por exemplo, durante uma conversa com ruído de fundo ou em casos de perda auditiva. A leitura labial funciona como agente facilitador para que a mensagem seja recebida mais facilmente.
Todos os indivíduos fazem uso da leitura labial, no entanto os ouvintes a usam mas não percebem, utilizando-a somente em situações em que o sinal auditivo esteja difícil de ser reconhecido.
Estudos demonstram que mesmo o leitor labial mais experiente consegue captar apenas em torno de 50% do que se é dito. Boa parte de sua habilidade está ligada à sua capacidade de intuir o que esta sendo dito, completando o restante, proferido de maneira ilegível, ou mesmo naturalmente irreconhecível. Sons (fonemas) como “p” e “m”, “d” e “n” e “s” e “z”, podem ser facilmente confundidos entre si.

## Processo

Movimentos labiais associados com algumas das letras do alfabeto árabe.

Pessoas com visão, audição e as habilidades sociais normais, inconscientemente, utilizam as informações dos lábios e rosto para ajudar à compreensão auditiva na conversação diária. Cada som da fala (fonema), tem características articulatórias e fonológicas particulares, apesar de muitos fonemas compartilhar o mesmo ponto articulatório, tornando impossível de distinguir o som a partir de apenas informação visual. Alguns pontos articulatórios são menos visíveis quando "dentro da boca ou da garganta", como o caso dos fonemas velares e nasais. Pares sonoros e surdos parecem idênticos quanto ao ponto articulatório e podem ser facilmente confundidos, tais como [p] e [b], [k] e [g], [t] e [d], [f] e [v] e [s] e [z].
É muito mais fácil, para quem faz a leitura labial, entender frases usuais, tais como "bom dia". Pessoas com deficiência auditiva tendem a utilizar muita leitura labial durante a vida para compreender as pessoas. Para a leitura sem o apoio auditivo se exige muita concentração, o que pode tornar o processo extremamente cansativo. Por essas e outras razões, muitas pessoas surdas preferem utilizar outros meios de comunicação com os não-signatários, como mímica e do gesto, escrita e intérpretes de língua gestual.
A leitura labial também pode ajudar essas pessoas na adaptação de aparelhos auditivos, integrando as pistas auditiva e visual, ou seja, os sons da fala e a articulação das palavras.
Acredita-se que a leitura labial pode ser utilizada pela maioria dos indivíduos com problemas de audição, e que quanto maiores forem o contexto e a informação auditiva, com apoio nas pistas visuais, melhor será o desempenho comunicativo.
A leitura labial não é uniforme, ela pode não funcionar caso o dialeto do falante e do receptor sejam diferentes, pois essas variações linguísticas envolvem, também, diferentes pontos articulatórios que podem ser lidos incorretamente. O processo de leitura pode ser prejudicado, ainda, quando o falante articula pouco ou imprecisamente as palavras, possui articulação travada, ou algo impedindo a visualização dos lábios, como por exemplo, o uso de bigode grande. Pode-se dizer que a leitura labial é um procedimento útil em alguma medida, na interação verbal entre surdos e ouvintes, mas não é definidora da compreensão.
Enquanto para os ouvintes a linguagem oral é uma modalidade audiovisual, na surdez ela é considerada uma modalidade visuoverbal, pois, agora, a imagem mental da palavra é visual, e não auditiva. Nesse caso, a associação entre significante e significado é feito através do gesto articulatório/sentido e não mais som/sentido. Desta forma, a visualização labial se torna uma orientação das emissões feitas.
A comunidade surda é uma parte significativa da população brasileira e enfrenta diversos obstáculos quando se trata de acessibilidade na área da saúde. Problemas de comunicação resultam em maior probabilidade de diagnósticos incorretos, erros em registros médicos, situações constrangedoras, falta de adesão à terapia, sofrimento e insatisfação por parte dos usuários.
Durante a pandemia da covid-19, que se iniciou no final do ano de 2019, as máscaras faciais se tornaram de uso  frequente e indispensável, com isso a comunicação entre surdos e ouvintes ficou prejudicada. Máscaras transparentes inclusivas entraram no mercado afim de facilitar a troca linguística.

## Presbiacusia
Indivíduos com presbiacusia podem compensar as dificuldades de compreensão utilizando a leitura labial para proporcionar uma comunicação mais efetiva, além disso, o reconhecimento de fala não ocorre apenas através do movimento articulatório mas também da observação do orador e caracteristicas como entonação, expressão facial e movimentos corporais. Existe a hipótese de que a inteligibilidade de fala na presbiacusia é  complementada e auxiliada pela leitura labial, de modo que o rosto do interlocutor e a maneira em como se articula funcionam como uma terceira orelha.